# MHC De Mezen
MHC De Mezen is een Nederlandse hockeyclub uit de Gelderse plaats Harderwijk.
De club werd opgericht op 11 november 1963 en speelt op Sportpark Parkweg. Zowel Dames en Heren 1 komen in het seizoen 2023/24 uit in de Tweede klasse.
Naast regulier hockey heeft MHC De Mezen ook FIThockey voor ouderen, FUNkey voor de allerjongsten, G-hockey, en recreantenhockey. Gedurende de winterperiode wordt er bij De Mezen ook zaalhockey gespeeld. Ruim 36 teams nemen in het zaalseizoen 2019/2020 deel aan de zaalcompetitie.
Vanaf seizoen 2018/19 beschikt MHC De Mezen over een tweetal watervelden en 1 zandveld. In datzelfde seizoen werd tevens het clubhuis nieuw opgeleverd.